# Javan Felix
Javan Rodd Felix (Nueva Orleans, Luisiana, 28 de julio de 1994) es un exjugador y entrenador de baloncesto estadounidense que actualmente ejerce como entrenador asistente en los New Orleans Privateers de la División I de la NCAA. Con 1,80 metros de estatura, jugaba en la posición de base.

## Trayectoria deportiva

### Universidad
Jugó cuatro temporadas en los Longhorns de la Universidad de Texas en Austin, en las que promedió 9,5 puntos, 2,8 asistencias y 2,1 rebotes por partido.

### Profesional
Tras no ser elegido en el Draft de la NBA de 2016, no fue hasta enero de 2017 cuando firmó su primer contrato profesional, con el KK Gorica de la A1 Liga croata. Allí disputó once partidos, en los que promedió 11,2 puntos y 2,3 asistencias.
En octubre de 2017 realizó unas pruebas con los Oklahoma City Blue de la NBA G League, quienes finalmente acabaron firmándole contrato.